# 30257 Leejanel
30257 Leejanel è un asteroide della fascia principale. Scoperto nel 2000, presenta un'orbita caratterizzata da un semiasse maggiore pari a 2,3499976 UA e da un'eccentricità di 0,1432660, inclinata di 1,27177° rispetto all'eclittica.